# Aphthona dhrubi
Aphthona dhrubi is een keversoort uit de familie bladkevers (Chrysomelidae). De wetenschappelijke naam van de soort werd in 2005 gepubliceerd door Konstantinov & Sprecher-Uebersax.